# قسم دلغان الريفي (مقاطعة دلغان)
قسم دلغان الریفی (بالفارسية: دهستان دلگان) هي منطقة سكنية تقع في قسم في إيران. يقدر عدد سكانها بـ 23,068 نسمة .